# Liarozol
Liarozol je jedinjenje koje inhibira metabolizam retinoinske kiseline.